# Progress Rail Locomotives
Progress Rail Locomotives (do 2016 Electro-Motive Diesel) – amerykańskie przedsiębiorstwo produkujące lokomotywy spalinowo-elektryczne oraz silniki do lokomotyw (tych powstało 70 tysięcy) oraz okrętowe.

## Historia
Przedsiębiorstwo zostało założone w 1922 roku w stanie Ohio, USA. Od początku swojej działalności zajmowało się produkcją silników elektrycznych oraz spalinowych do lokomotyw. Do 1941 roku wyprodukowano 600 pojazdów z silnikami V6, V8, V12 oraz V16.
Podczas II wojny światowej produkcja została wstrzymana i wznowiona dopiero pod koniec lat 40. Wówczas to powstał towarowy model lokomotywy EMD F3 oraz EMD F7 oraz EMD GP7, który wyznaczył rozwój lokomotyw do dziś. W 1972 wyprodukowano model EMD SD40-2. Wyprodukowano ich ponad 5,7 tysiąca. Największą popularność przyniósł jednak model EMD SD70 oraz jego następcy EMD SD80 i EMD SD90. Przedsiębiorstwo od 1969 wyprodukowało 47 egzemplarzy najsilniejszej i najdłuższej lokomotywy na świecie – EMD DDA40X.

## Produkty
- EMD DDA40X (spalinowo-elektryczna)
- EMD SD70 (spalinowo-elektryczna)
- EMD SD40
- EMD SD40-2
- EMD SD40T-2
- EMD SD45
- EMD SD60
- EMD CF-7
- EMD SD80
- EMD SD90
- EMD SD90MAC
- EMD F3
- EMD F7
- EMD SD7
- EMD F40PH
- EMD F59PHI
- EMD F69PHAC
- EMD FL9
- EMD SD9
- EMD MP15DC
- EMD GP7
- EMD GP30
- EMD GP38
- EMD GP39
- EMD GP40
- EMD GP60
- EMD GP60M
- EMD SD9
- EMD SD45
- EMD SD24
- EMD SW1200MG
- EMD SW1500
- EMD MP15AC
- EMD E5
- EMD E6
- EMD E9